# Langham Creek
Der Langham Creek ist ein 14,2 Kilometer langer Fluss im Harris County im US-Bundesstaat Texas. Er entspringt unweit des Cypress Farms Lake Number 1 etwa 41 Kilometer nordwestlich von Houston. Von hier aus verläuft er in südöstliche Richtung. Ab etwa 2 Kilometer nördlich des Bear Creek Park fließt er südlich, wobei er den Park durchquert. Kurz nach Austritt aus dem Park mündet er in den Bear Creek.